# Awen z Korkiem Śnieżnym
Awen z Korkiem Śnieżnym (Studnia Zaruskiego) – jaskinia w Dolinie Małej Łąki w Tatrach Zachodnich. Wejście do niej położone jest w północnym stoku Wielkiej Turni, w Małołąckim Ogrodzie, poniżej Jaskini Strzelistej, na wysokości 1644 metrów n.p.m. Długość jaskini wynosi 12 metrów, a jej deniwelacja 10,5 metra.

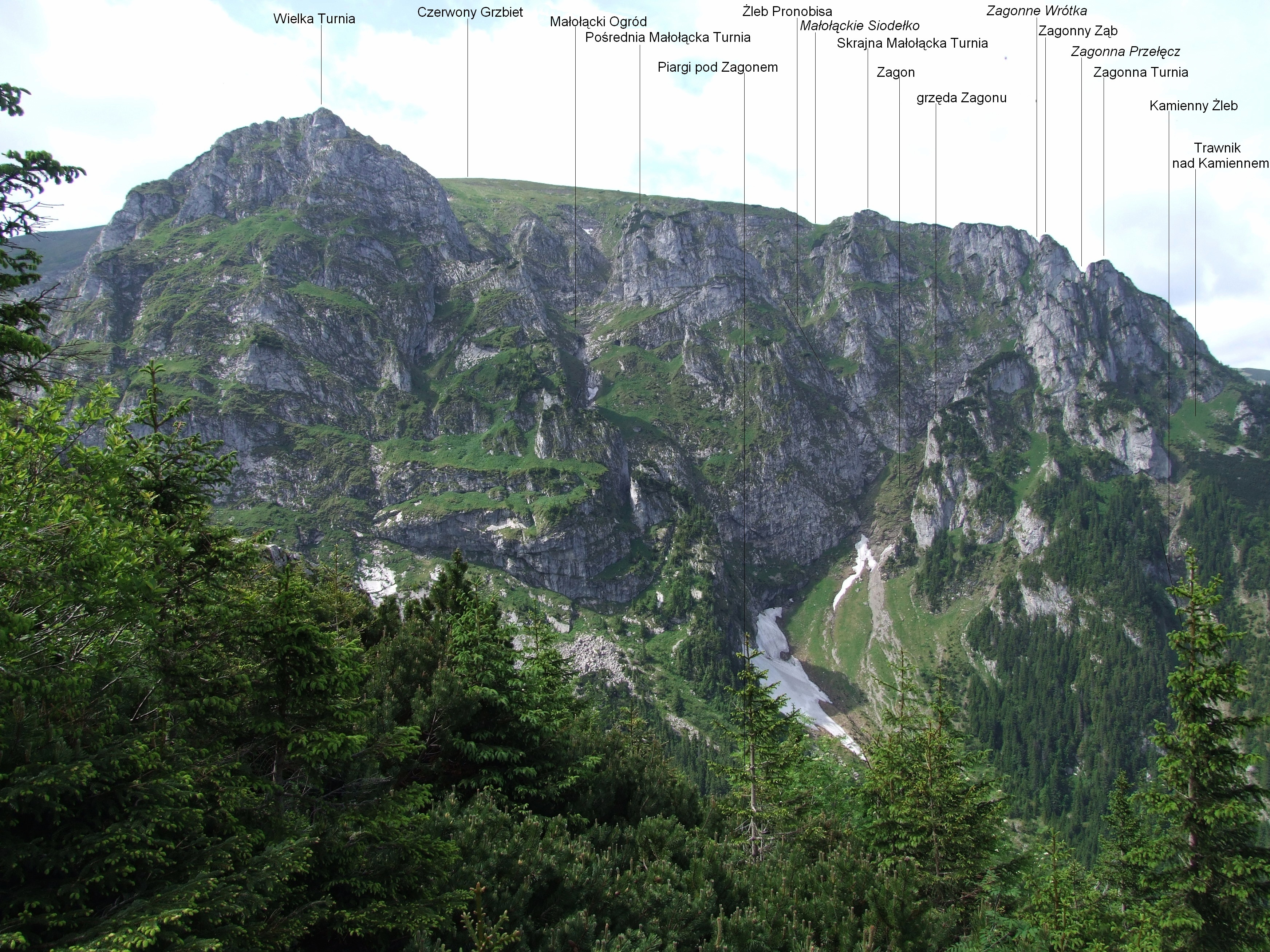
Zachodnie zbocza Doliny Małej Łąki. W środku Małołącki Ogród

## Opis jaskini
Jaskinię stanowi studnia, do której prowadzi obszerny otwór wejściowy. Zalega w niej przez cały rok na lód i śnieg tzw. korek śnieżny kilkumetrowej grubości.

## Przyroda
W jaskini brak jest nacieków. Ściany są wilgotne, rosną na nich mchy, glony i porosty.

## Historia odkryć
Jaskinię odkrył Mariusz Zaruski w 1912 roku podczas jednej z akcji ratowniczych TOPR w ścianie Wielkiej Turni. Jej opis i plan sporządziła w 1981 roku I. Luty przy pomocy A. Skarżyńskiego.